# Hypericum calycinum
Hypericum calycinum ,  comummente conhecido como hipericão-branco , é uma espécie de planta com flor pertencente à família das Hipericáceas e ao tipo fisionómico dos fanerófitos.
A autoridade científica da espécie é L., tendo sido publicada em Mantissa Plantarum 1: 106. 1767.

## Nomes comuns
Além do substantivo «hipericão-branco», esta espécie dá ainda pelos seguintes nomes comuns: hipericão-dos-jardins , raios-de-sol e véu-de-nossa-senhora.

## Distribuição
Trata-se de uma espécie oriunda da Bulgária e do Norte da Turquia.

### Portugal
Trata-se de uma espécie presente no território português, nomeadamente em Portugal Continental, encontrando-se nas zonas da Terra Fria Transmontana, do Centro-norte, do Centro-oeste calcário e do Centro-leste de campina.
Em termos de naturalidade é introduzida na região atrás indicada.

### Ecologia
Trata-se de uma espécie ruderal, podendo surgir subespontaneamente em matagais com sombra.
Também tem notável expressão enquanto espécie ornamental, podendo figurar em jardins ou ser usada em sebes-vivas.

## Protecção
Não se encontra protegida por legislação portuguesa ou da Comunidade Europeia.

## Descrição
Planta subarbustiva que pode atingir até 60 centímetros de altura. Espécie glabra, cujo caule apresenta 4 linhas longitudinais.
Do que toca ao rizoma, é rasteiro e folhoso e dele nascem caules aéreos.
As folhas têm um formato que varia entre o elíptico e o estreitamente elíptico. As mais antigas, que por sinal se encontram até meio do caule, podem assumir feitios mais obtusos ou subséseis, no entanto.

Relativamente às inflorescências, esta espécie por contar com 1 a 3 flores, de cor amarelada. As flores têm brácteas que podem medir entre 4 a 6 milímetros e apresentar formatos obtusos. As sépalas das flores medem entre 8 a 18 milímetros, assumindo um posicionamento acentuadamente desigual e imbricado, podendo ter feitios que alternam entre o estreitamente obovado, o suborbicular e o obtuso. As pétalas podem medir entre 22 a 40 milímetros e são assimétricas.